# 삼척항
삼척항(三陟港)은 강원특별자치도 삼척시 정상동의 공업항이다. 무역항으로서 과거에 정라항(汀羅港)으로도 불렸다. 삼척항길, 삼척항1길 등의 도로명이기도 하다. 인근에 동해항이 있다.

## 같이 보기
- 2019년 북한 목선 삼척항 입항 사건